# Mora (zeneáruház)
A Mora (モーラ; Hepburn: mōra) egy internetes zene- és videóáruház a japán piacon. Integrálva van a Sony SonicStage programjának japán nyelvű változatába. A zeneszámokat elsősorban a Sony ATRAC3 formátumában, OpenMG másolásvédelemmel teszik elérhetővé, bár néhány dalt már a Microsoft Windows Media formátumában is kínálják, a videók kizárólagosan WMV formátumban kaphatók.
A Morát a Label Gate Co., Ltd. működteti, amely 17 japán lemezkiadó; köztük a Sony Music Entertainment Japan, az Avex Group és a Universal Music Japan közös vállalkozása.

## Árak
A Morán az egyes dalok ára 150 és 210 jen között mozog, melyet számos dolog befolyásol; köztük a szám népszerűsége és megjelenésének ideje. A legtöbb videó ára 400 jen körül van.
Egy egész album megvétele általában alacsonyabb költséget eredményez dalokra lebontva. Például Utada Hikaru Ultra Blue című albuma 2000 jenbe kerül, míg ha dalonként 2600 jenbe.

## Másolásvédelem
A Morán vásárolt zeneszámok a Sony ATRAC3 formátumába vannak kódolva és OpenMG másolásvédelemmel vannak ellátva. A legtöbb számot ki lehet írni CD lemezre vagy fel lehet másolni hordozható lejátszókra egy bizonyos alkalommal, azonban az utóbbi időkben több kiadó is korlátozni kezdte a népszerű dalok CD-re írását. Például Bonnie Pink A Perfect Sky című kislemezét három alkalommal lehet felmásolni hordozható lejátszókra, míg tízszer lehet kiírni CD lemezre.

## Elérhetősége Japánon kívül
A Japánon kívül élő felhasználók is használhatják a Mora weboldalát és programját zeneszámok előzeteseinek meghallgatására, azonban nem vásárolhatnak az üzletben.
2006 előtt a Mora csak IP-cím alapján szűrte a felhasználókat; így Japánon kívül élők is tudtak zenét vásárolni az oldalon keresztül, mivel az IP ellenőrzést egy japán proxy szerver használatával át lehetett verni.
2006 eleje óta a Mora egy újabb szűrési technikát is bevezetett, amely az IP-címtől függetlenül elutasítja a nem japán bankok által kiállított bankkártyákat. Az IP-cím alapjáni szűrés továbbra is aktív maradt. Eddig még senki sem talált módot a rendszer megkerülésére; senki sem tudott nem japán bankkártyával vásárolni a Morán.
A vásárlásnak számos, olyan módszere is van, amellyel nem kell japán bankkártyát használni, de ezek nem túl ideálisak. Ezekhez jellemzően valakinek venni kell Japánban WebMoneyt vagy Mora kártyát, hogy azzal fizessen a bankkártyája helyett.

## mora win
A mora win (モーラ ウィン; Hepburn: mōra win) egy másik zeneáruház, melyet ugyanaz a vállalat működtet. Ez a Windows Media Audio kodekjét használja Windows Media DRM titkosítással, és be van építve a Microsoft Windows Media Player 11 lejátszójának japán változatába, mint „ajánlott bolt”.

## Lásd még
- Sony Connect
- LISMO